# Форум (регбийный клуб)
Регби клуб «Форум» — один из старейших любительских клубов России. Клуб выступает в Чемпионате Москвы по регби. В сезоне 2020-2021 Форум стал чемпионом Регбийной Лиги «Трудовые Резервы» (Дивизион 2). На 2021 год численность клуба достигала около 200 человек. Девиз клуба «Регби — игра для всех».

## История
Датой основания команды является ноябрь 2003 года. Следует отметить, что в отличие от других команд по регби, клуб Форум не был организован на базе учебного заведения, завода или другой организации со спортивной базой. Однако, в первый год своего существования, тренировки происходили совместно со студенческой командой Московского государственного технического университета имени Н. Э. Баумана.
Начиная с 2006 года ЛРК Форум участвует в Чемпионате Москвы по регби, который с 2013 года стал Дивизионом Москва образованной в том же году всероссийской любительской Федеральной лиги.
В сезона 2015 (октябрь) - 2016 (май) команду тренировал Сергей Сугробов.
В сезоне 2020-2021 Первенства Москвы по регби-15 среди любительских команд (Дивизион 2) Форум выиграл серебряные медали.
В сезоне 2021-2022 Форум выступал в Регбийной Лиге «Трудовые Резервы» (Дивизион 2). По итогам регулярного сезона, Форум занял первое место. Обыграв в финале Торпедо-ДСО со счетом 13:7, Форум завоевал золотые медали и вышел в Дивизион 1.
В сезоне 2022-2023 к тренерскому штабу Форума присоединились два тренера: Герман Годлюк - тренер веера; Евгений Мишечкин - тренер схватки.

## Достижения

### Чемпионат Москвы
- 2009 год — 5 место
- 2010 год — 6 место (2 Дивизион)
- 2013 год — 3 место (2 Дивизион)[2]
- 2014 год — 4 место (2 Дивизион)
- 2015 год — 7 место (2 Дивизион)[3]
- 2016 год — 4 место (2 Дивизион)
- 2020 год — 2 место (2 Дивизион)

### Регбийная Лига «Трудовые Резервы»
- 2021 год — 1 место (2 Дивизион)
- 2022 год — 6 место (1 Дивизион)
- 2023 год — 6 место (1 Дивизион)
- 2024 год — 7 место (1 Дивизион)

### Кубок любителей
- 2011 год — 4 место[4][5][нет в источнике]

### Результаты последних игр
- Результаты игр[6] (постоянное обновление)

### Открытый Кубок ТВГТУ по регби-15
- 2015 год — 3 место
- 2014 год — 3 место

- 2013 год — 1 место

- 2012 год — 3 место
- 2011 год — 3 место

### Открытый Кубок Владимирской области по пляжному регби
- 2014 год — 1 место

### Открытый кубок Ярославской области по пляжному регби
- 2014 год — 3 место
- 2016 год — 1 место[7]

### Киевский Открытый Турнир по пляжному регби
- 2006 год — 1 место
- 2007 год — 5 место
- 2008 год — 4 место
- 2009 год — 5 место
- 2010 год — 2 место
- 2011 год — 3 место[8]

### Московский Турнир по пляжному регби
- 2008 год — 5-е место[9]
- 2009 год — 1-е место, 2-й дивизион[10][нет в источнике]
- 2010 год — 7-е место
- 2011 год — 2-е место[11]

### Чемпионат Москвы по регби-пляжное
- 2023 год — 2-е место[12]
- 2024 год — 2-е место[13]
- 2025 год — 2-е место[14]

### Чемпионат Москвы по регби-7
- 2023 год — 3-е место[15]

### Кубок Москвы по регби-7
- 2023 год — 2-е место[16]

### I Московский турнир любительских команд по регби
- 2008 год — 2 место[17]

### Кубок Академии регби
- 2009 год — 1 место[18][19][нет в источнике]

### Кубок "Гранита"
- 2023 год — 1 место
- 2024 год — 1 место

## Любопытные факты
- 12 июля 2011 года в Москве прошел тест-матч в котором «Форум» играл с Голландским регби клубом «Delft»[20] . Счет 26-19[21]
- 16 апреля 2011 года в Минске состоялся тест-матч команды «Форум» с Белорусским регби клубом «Вепри»[22]. Счёт 0-39[23]
- 19 мая 2010 года состоялась товарищеская игра в тач-регби в которой «Форум» встретился с командой судей, обслуживающих IRB Junior World Rugby Trophy 2010[источник не указан 4953 дня].
- Команда «Форум» традиционно выступала на Открытом Киевском пляжном турнире по регби начиная с 2007 года.
- В составе команды в разные года участвовали регбисты из Австралии, Азербайджана, Англии, Белоруссии, Грузии, Дании, Италии, Молдавии, Украины, Франции, Шри-Ланки и Японии.